# Jardín Botánico Komarov, Herbario e Instituto Botánico de Bakú
El Jardín Botánico Komarov, Herbario e Instituto Botánico de Bakú es un jardín botánico e institución investigadora que se encuentra en Bakú, Azerbaiyán.  

## Localización
El jardín botánico Komarov se encuentra en Potamdarskoye Avenue 40, 370073 Bakú 73, Azerbaiyán.
- Teléfono: 994 12 393380

## Historia
Fue creado en el año 1931.

## Colecciones
Sus 2,500 taxones se encuentran agrupados como colecciones:
- Flora Mediterránea,
- Plantas del Asia central,
- Flora de Norteamérica,
- Flora de la cordillera del Cáucaso, con especial énfasis en las plantas amenazadas y en peligro de extinción.
- Colección de Crataegus,
- Cotoneaster,
- Rosaleda,
- Berberis,
- Pinetum,
- Colección de especies del género Malus,
- Cupressus.
- Endemismos y plantas raras de Azerbaiyán, entre los que destacan : Iridodictum reticulata, Sternbergia colchiflora, Tulipa eichleri, Gladiolus atroviolaceus, Iris acutiloba, Allium regelianum A. Beck. . .

Además de las colecciones in vivo del botánico aquí se encuentra el Instituto Botánico de Bakú que desarrolla una gran labor investigadora en todas las especialidades de la Botánica, y posee un Herbario con unos 600,000 ejemplares de especímenes, principalmente de la región euroasiática.